# Елан Сендидж
Елан Рекс Сендидж (англ. Allan Rex Sandage; 18 червня 1926 — 13 листопада 2010) — американський астроном, член Національної АН США (1963), член Лондонського королівського товариства. Лауреат Премії Грубера з космології (2000).

## Наукова біографія
Родився в Айова-Сіті. У 1948 закінчив Іллінойський університет. З 1952 працює в обсерваторіях Маунт-Вілсон і Маунт-Паломар.
Наукові праці присвячені вивченню зоряної еволюції і наглядовим аспектам космології. У 1952 спільно з Мартином Шварцшильдом уперше розглянув еволюційний шлях зірки головної послідовності по гілці червоних гігантів на стадії горіння гелію. У тому ж році спільно з Г.Арпом і В.Баумом побудував за фотоелектричними вимірами першу точну діаграму колір—величина для зоряного скупчення M92, на якій виділялася головна послідовність; згодом подібні діаграми стали важливим засобом вивчення еволюції скупчень. Сендідж побудував діаграми для великої кількості скупчень. 1956 року встановив положення стандартної головної послідовності нульового віку і з її допомогою визначив віки багатьох скупчень; знайшов також відстані до скупчень, оцінив вміст металів у зірках — членах скупчень. Розробив метод визначення вмісту важких елементів в атмосферах зірок за їхнім ультрафіолетовим надлишкам; спільно з О.Еггеном і Д.Лінден-Беллом дав загальноприйняте зараз пояснення спостережуваного зв'язку між кінематичними характеристиками зірок і їхнім хімічним складом. У 1960—1963 брав участь в оптичному ототожненні перших квазізоряних джерел радіовипромінювання. Спільно з Т.Метьюзом показав, що вони володіють великим ультрафіолетовим надлишком, який можна пояснити синхротронним механізмом випромінювання. Це відкриття поряд з відкриттям Мартеном Шмідтом великих червоних зсувів ліній у спектрах цих об'єктів поклало початок вивченню квазарів. В 1965 відкрив так звані квазізоряні галактики, в оптичному діапазоні подібні до квазарів, але які не мають сильного радіовипромінювання. Ототожнив (спільно з Ріккардо Джакконі та іншими) перші виявлені галактичні джерела рентгенівського випромінювання (рентгенівські зірки). У 1957 Сендідж показав необхідність введення двох істотних поправок в шкалу міжгалактичних відстаней: однієї, пов'язаної з розкидом в співвідношенні період—світність цефеїд, і другої, пов'язаної з ототожненням з областями іонізованого водню тих об'єктів, які Едвін Павелл Габбл брав за найяскравіші зірки в галактиках. Займався виміром променевих швидкостей далеких галактик і відстаней до них з метою визначення найважливіших космологічних параметрів. Прийшов до висновку, що дані спостережень вказують на еволюцію Всесвіту з невеликим позитивним параметром уповільнення. Значення сталої Габбла, знайдене Сендіджем спільно з Г.Тамманном, дорівнює 55±6 км с−1 Мпк−1 (1975).
Премії Г.Ворнер (1957) та Г. Н. Рассела (1973) Американського астрономічного товариства, медаль Еддінгтона (1963, спільно з М.Шварцшильдом) і Золота медаль Лондонського королівського астрономічного товариства (1967), медаль імені Пія XI Папської АН (1966), медаль Д.Ріттенгауза Астрономічного товариства імені Д.Ріттенгауза (1968), Національна наукова медаль уряду США (1971), медаль Крессона Інституту імені Б.Франкліна (1973), медаль Кетрін Брюс Тихоокеанського астрономічного товариства (1975).
На честь ученого названий астероїд головного поясу 9963 Сендідж.

## Виноски
1. ↑  NNDB — 2002.
2. ↑  СЕНДИДЖ, Елан Рекс // Астрономічний енциклопедичний словник / за заг. ред. І. А. Климишина та А. О. Корсунь. — Львів : Голов. астроном. обсерваторія НАН України : Львів. нац. ун-т ім. Івана Франка, 2003. — С. 419. — ISBN 966-613-263-X.
3. ↑  Allan Sandage: Astronomer widely acknowledged as among the most outstanding of the 20th century [Архівовано 7 листопада 2017 у Wayback Machine.], The Independent Obituary, 22 November 2010
4. ↑  Beich, Eugenie (15 листопада 2010). Allan Sandage, surveyor of the cosmos, dies at 84. Nature. Архів оригіналу за 16 листопада 2010. Процитовано 16 листопада 2010.
5. ↑  Muere Allan Sandage, uno de los astrónomos más importantes del siglo XX. El Pais. 16 листопада 2010. Архів оригіналу за 3 листопада 2011. Процитовано 16 листопада 2010.
6. ↑  Overbye, Dennis (17 листопада 2010). Allan Sandage, Astronomer, Dies at 84; Charted Cosmos’s Age and Expansion. New York Times. Архів оригіналу за 7 липня 2018. Процитовано 17 листопада 2010.
7. ↑  Lynden-Bell, Donald; Schweizer, François (2012-01). Allan Rex Sandage. 18 June 1926 — 13 November 2010. Biographical Memoirs of Fellows of the Royal Society (англ.). 58: 245—264. doi:10.1098/rsbm.2011.0021. ISSN 0080-4606. Процитовано 12 січня 2025.